# Skærbæk Kommune
| Basisdaten | Basisdaten               |
| ---------- | ------------------------ |
| Fläche     | 360,23 km² (2005)        |
| Einwohner  | 7.294 (2005)             |
| Internet   | http://www.skaerbaek.dk/ |

Skærbæk Kommune (deutsch Kommune Scherrebek) war eine Kommune im Sønderjyllands Amt (Nordschleswig) im südwestlichen Dänemark.
Sie liegt an der Nordsee und bestand von 1970 bis 2006 aus den Gemeinden Brøns (deutsch Bröns), Døstrup (deutsch Döstrup), Mjolden (deutsch Medolden), Rejsby (deutsch Reiseby), Rømø (deutsch Röm), Skærbæk (deutsch Scherrebek) und Vodder (deutsch Wodder).
Bei der Kommunalreform, die am 1. Januar 2007 in Kraft trat, wurde die Kommune Skærbæk aufgelöst. Gemeinsam bildet sie mit den bisherigen Kommunen Bredebro, Højer, Løgumkloster, Nørre-Rangstrup (außer dem Kirchspiel Bevtoft) und Tønder (deutsch Tondern) die neue Großkommune Tønder.